# Mikołajki
Pour les articles homonymes, voir Mikołajki (homonymie).
Mikołajki (en allemand Nikolaiken) est une ville du nord de la Pologne dans le powiat de Mrągowo et dans la voïvodie de Varmie-Mazurie.

## Situation géographique
Elle est la capitale touristique de la région des lacs de Mazurie.

## Histoire
Nicolas de Myre est le saint-patron de la ville.
Les premiers écrits à propos de Mikołajki datent de 1444, lorsqu'il est mentionné la présence d'une ancienne église en Mazurie. La colonie s'est ensuite principalement développée au cours du XVIIIe siècle, lorsque Mikołajki reçoit le privilège de ville en 1726. En raison de son emplacement sur le lac Śniardwy, la pêche locale assure une prospérité continue, le corégone blanc de la région fut particulièrement populaire dans toute la province de Prusse-Orientale, la ville se nomme alors Nikolaiken. Jusqu'en 1945, la ville faisait partie de l'arrondissement de Sensburg (de) (dans le royaume de Prusse. Au cours de la Première Guerre mondiale, Mikołajki fut l'une des rares villes de Prusse orientale n'ayant pas été détruite lors des combats, et devint polonaise (Mikołajki) après la fin de la Seconde Guerre mondiale. La population de langue allemande fut expulsée par les soldats polonais et soviétiques.

### Légende du Roi Sielaw
La légende du Roi des poissons possède plusieurs versions, qui diffèrent considérablement les unes des autres. L'élément commun est la forme du poisson doté de pouvoirs magiques. Selon la légende, reprise dans la représentation de l'emblème de Mikołaki, il s'agit du Roi Sielaw (corégone blanc). Il assurait la sécurité des eaux, lacs et rivières de Prusse, de façon si efficace que les habitants de la région eurent bien du mal à se nourrir. Alors que la famine commençait à régner alentour, la femme d'un pêcheur prussien a demandé l'aide des dieux, qui en retour lui donnèrent un anneau en métal. Cet anneau servit de modèle à la confection d'une chaîne qui a permis la prise de ce Roi des poissons. Dès lors, la prospérité régnait dans les villages.

## Monuments

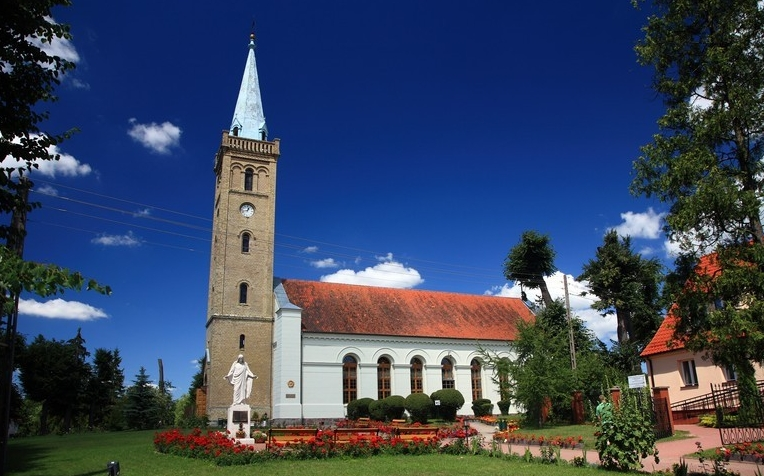
Église de la Sainte Trinité, datant de 1842

## Sport
- MKS Kłobuk Mikołajki - Club de foot-ball évolue en
- En 2008, la 3e étape du Tour de Pologne part de Mikołajki pour se terminer à Białystok.
- La ville accueille les éditions 2009, 2014 et 2015 du rallye de Pologne comptant pour le Championnat du monde des rallyes.

## Tourisme
- La ville est le point de départ idéal pour la réserve naturelle du lac Łuknajno (pl).
- Mikołajki est le siège du premier musée de la réforme de la Pologne (pl).

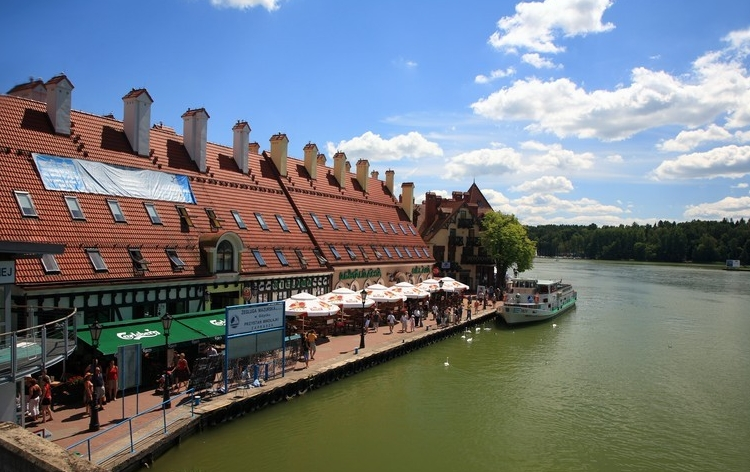
Embarcadère

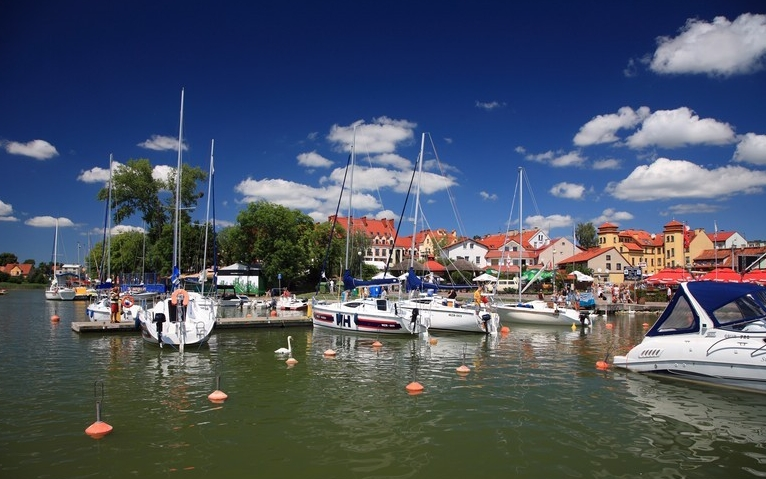
Port de plaisance

## Personnalités liées à la commune
- Katarzyna Krawczyk - lutteuse
- Tomasz Zakrzewski - skipper, pilote de char à voile
- Mariusz Drężek (pl) - acteur de théâtre et de télévision

## Jumelages
| - Villard-de-Lans (France) depuis 1970 - Varėna (Lituanie) - Szczyrk (Pologne) |